# Reichstagswahl 1881
- SAP: 12
- DtVP: 9
- DFP: 60
- LV: 46
- NLP: 47
- DHP: 10
- Minderheiten: 35
- Z: 100
- DRP: 28
- DKP: 50

Die Ergebnisse der Reichstagswahl nach Wahlkreisen. Die Nummerierung der Wahlkreise entspricht der der Tabelle.

Die Reichstagswahl 1881 war die Wahl zum 5. Deutschen Reichstag. Sie fand am 27. Oktober 1881 statt. Wahlberechtigt waren 20,1 % der Gesamtbevölkerung. Die Wahlbeteiligung lag bei 56,3 % und damit deutlich niedriger als bei der vorangegangenen Reichstagswahl 1878. Der Wahlkampf wurde vor allem um die Finanzpolitik geführt und stand außerdem noch wie bei der vorherigen Wahl im Zeichen der Auseinandersetzungen um die Schutzzollpolitik.

## Resultat
Zum ersten Mal wurde das katholische Zentrum stärkste Kraft im Parlament.  Die größten Gewinner der Wahl waren die linksliberalen Parteien, die vor allem vom starken Einbruch der vormals stärksten Partei, der Nationalliberalen, profitierten. Die Liberale Vereinigung war aus einer linken Abspaltung der Nationalliberalen entstanden.
Deutliche Verluste mussten auch die Konservativen, vor allem die in der Deutschen Reichspartei organisierten Freikonservativen hinnehmen. Dies war auch eine Niederlage für Reichskanzler Otto von Bismarck, der sich bisher auf das Bündnis der konservativen Junker mit den Großindustriellen im rechten Flügel der Nationalliberalen stützen konnte. Nun musste er mit wechselnden Mehrheiten regieren.
Trotz erheblicher Behinderungen durch die Sozialistengesetze gelang es den Sozialdemokraten, Mandate hinzuzugewinnen. Die Sozialdemokraten konnten insgesamt 12 Wahlkreise gewinnen. Dazu zählten die Städte Breslau (2 Wahlkreise), Hanau, Offenbach, Solingen, Nürnberg, Chemnitz, Zwickau, 3 weitere sächsisch-thüringische Wahlkreise sowie einer der drei Hamburger Wahlkreise. Polnische und dänische Regionalisten gewannen durch die Schwäche der Konservativen und Nationalliberalen Mandate hinzu. Zum ersten und einzigen Mal bei einer Reichstagswahl konnte ein dänischer Kandidat – Gustav Johannsen – den Wahlkreis Schleswig-Holstein 2 (Apenrade, Flensburg) gewinnen.

## Ergebnisse im Detail
| Politische Richtung            | Politische Richtung            | Parteien                          | Parteien | Wählerstimmen | Wählerstimmen | Wählerstimmen | Sitze im Reichstag | Sitze im Reichstag | Sitze im Reichstag |
| ------------------------------ | ------------------------------ | --------------------------------- | -------- | ------------- | ------------- | ------------- | ------------------ | ------------------ | ------------------ |
| Politische Richtung            | Politische Richtung            | Parteien                          | Parteien | in Mio.       | Anteil        | ggüb. 1878    | absolut            | Anteil             | ggüb. 1878         |
| Konservative                   | Konservative                   | Deutschkonservative Partei (DKP)  |          | 0,831         | 16,3 %        | +3,5 %        | 50                 | 12,6 %             | −9 ▼               |
| Konservative                   | Konservative                   | Deutsche Reichspartei (DRP)       |          | 0,379         | 7,4 %         | −6,1 %        | 28                 | 7,1 %              | −29 ▼              |
| Liberale                       | Rechts-                        | Nationalliberale Partei (NLP)     |          | 0,747         | 14,7 %        | −10,5 %       | 47                 | 11,8 %             | −52 ▼              |
| Liberale                       | gemäßigt                       | Liberale Vereinigung (LV)         |          | 0,429         | 8,4 %         | +8,1 %        | 46                 | 11,6 %             | +46 ▲              |
| Liberale                       | Links-                         | Deutsche Fortschrittspartei (DFP) |          | 0,649         | 12,7 %        | +6,0 %        | 601)               | 15,1 %             | +34 ▲              |
| Liberale                       | Links-                         | Deutsche Volkspartei (DtVP)       |          | 0,103         | 2,0 %         | +0,9 %        | 9                  | 2,3 %              | +6 ▲               |
| Katholiken                     | Katholiken                     | Zentrumspartei                    |          | 1,183         | 23,2 %        | +0,1 %        | 100                | 25,2 %             | +6 ▲               |
| Sozialisten                    | Sozialisten                    | Sozialdemokraten (SAP)            |          | 0,312         | 6,1 %         | −1,5 %        | 121)               | 3,0 %              | +3 ▲               |
| Regionalparteien, Minderheiten | Regionalparteien, Minderheiten | Deutsch-Hannoversche Partei (DHP) |          | 0,087         | 1,7 %         | −0,8 %        | 10                 | 2,5 %              | ±0 ▬               |
| Regionalparteien, Minderheiten | Regionalparteien, Minderheiten | Polen                             |          | 0,195         | 3,8 %         | +0,2 %        | 18                 | 4,5 %              | +4 ▲               |
| Regionalparteien, Minderheiten | Regionalparteien, Minderheiten | Dänen                             |          | 0,014         | 0,3 %         | ±0,0 %        | 2                  | 0,5 %              | +1 ▲               |
| Regionalparteien, Minderheiten | Regionalparteien, Minderheiten | Elsaß-Lothringer                  |          | 0,153         | 3,0 %         | −0,1 %        | 15                 | 3,8 %              | ±0 ▬               |
|                                |                                | Sonstige                          |          | 0,015         | 0,3 %         | ±0,0 %        | -                  | -                  | −10 ▼              |
| Gesamt                         | Gesamt                         | Gesamt                            | Gesamt   | 5,097         | 100 %         |               | 397                | 100 %              |                    |

1)Der Sozialdemokrat Wilhelm Liebknecht gewann bei der Hauptwahl sowohl den Wahlkreis Offenbach als auch den Wahlkreis Mainz. Er nahm das Mandat in Offenbach an. Die notwendige Nachwahl im Wahlkreis Mainz gewann der liberale Kandidat Adolph Phillips gegen den sozialdemokratischen Kandidaten August Bebel. Bei den Zahlen für die Sitzverteilung wurde das Ergebnis der Nachwahl gewertet.

## Gewählte Abgeordnete nach Wahlkreisen
In jedem der insgesamt 397 Wahlkreise wurde nach absolutem Mehrheitswahlrecht ein Abgeordneter gewählt. Wenn kein Kandidat im ersten Wahlgang die absolute Mehrheit erreichte, wurde eine Stichwahl zwischen den beiden bestplatzierten Kandidaten durchgeführt. In den folgenden Tabellen werden die Wahlkreissieger und ihre im amtlichen Endergebnis genannte Parteistellung angegeben.

### Preußen
| Königreich Preußen                                    | Königreich Preußen                                                                  | Königreich Preußen                               | Königreich Preußen                               | Königreich Preußen                               |
| Provinz Ostpreußen – Regierungsbezirk Königsberg      | Provinz Ostpreußen – Regierungsbezirk Königsberg                                    | Provinz Ostpreußen – Regierungsbezirk Königsberg | Provinz Ostpreußen – Regierungsbezirk Königsberg | Provinz Ostpreußen – Regierungsbezirk Königsberg |
| ----------------------------------------------------- | ----------------------------------------------------------------------------------- | ------------------------------------------------ | ------------------------------------------------ | ------------------------------------------------ |
| 1                                                     | Memel, Heydekrug                                                                    | Helmuth Karl Bernhard von Moltke                 | DKP                                              |                                                  |
| 2                                                     | Labiau, Wehlau                                                                      | Kurt von Saucken-Tarputschen                     | DFP                                              |                                                  |
| 3                                                     | Königsberg-Stadt                                                                    | Julius Möller                                    | DFP                                              |                                                  |
| 4                                                     | Fischhausen, Königsberg-Land                                                        | August von Dönhoff                               | DKP                                              |                                                  |
| 5                                                     | Heiligenbeil, Preußisch-Eylau                                                       | Heinrich von Schirmeister                        | LV                                               |                                                  |
| 6                                                     | Braunsberg, Heilsberg                                                               | Augustin Kolberg                                 | Zentrum                                          |                                                  |
| 7                                                     | Preußisch-Holland, Mohrungen                                                        | Rudolph Wichmann                                 | DKP                                              |                                                  |
| 8                                                     | Osterode i. Opr., Neidenburg                                                        | Leo Becker                                       | DRP                                              |                                                  |
| 9                                                     | Allenstein, Rößel                                                                   | Rudolph Borowski                                 | Zentrum                                          |                                                  |
| 10                                                    | Rastenburg, Friedland, Gerdauen                                                     | Raimund Behrend                                  | DFP                                              |                                                  |
| Provinz Ostpreußen – Regierungsbezirk Gumbinnen       |                                                                                     |                                                  |                                                  |                                                  |
| 1                                                     | Tilsit, Niederung                                                                   | Albert Wander                                    | DFP                                              |                                                  |
| 2                                                     | Ragnit, Pillkallen                                                                  | Albert von Sperber                               | DKP                                              |                                                  |
| 3                                                     | Gumbinnen, Insterburg                                                               | Otto Saro                                        | DKP                                              |                                                  |
| 4                                                     | Stallupönen, Goldap, Darkehmen                                                      | Gustav von Goßler                                | DKP                                              |                                                  |
| 5                                                     | Angerburg, Lötzen                                                                   | Ludwig von Staudy                                | DKP                                              |                                                  |
| 6                                                     | Oletzko, Lyck, Johannisburg                                                         | William von Simpson-Georgenbuch                  | DKP                                              |                                                  |
| 7                                                     | Sensburg, Ortelsburg                                                                | Walter Dirichlet                                 | DFP                                              |                                                  |
| Provinz Westpreußen – Regierungsbezirk Danzig         |                                                                                     |                                                  |                                                  |                                                  |
| 1                                                     | Marienburg, Elbing                                                                  | Wilhelm von Minnigerode                          | DKP                                              |                                                  |
| 2                                                     | Danzig Land                                                                         | Friedrich Wilhelm Landmesser                     | Zentrum                                          |                                                  |
| 3                                                     | Danzig Stadt                                                                        | Heinrich Rickert                                 | LV                                               |                                                  |
| 4                                                     | Neustadt (Westpr.), Putzig, Karthaus                                                | Anton von Kalkstein                              | Pole                                             |                                                  |
| 5                                                     | Berent, Preußisch Stargard, Dirschau                                                | Michael von Kalkstein                            | Pole                                             |                                                  |
| Provinz Westpreußen – Regierungsbezirk Marienwerder   |                                                                                     |                                                  |                                                  |                                                  |
| 1                                                     | Marienwerder, Stuhm                                                                 | Arthur Hobrecht                                  | NLP                                              |                                                  |
| 2                                                     | Rosenberg (Westpr.), Löbau                                                          | Rodrigo zu Dohna-Finckenstein                    | DKP                                              |                                                  |
| 3                                                     | Graudenz, Strasburg (Westpr.)                                                       | Ignacy von Lyskowski                             | Pole                                             |                                                  |
| 4                                                     | Thorn, Kulm, Briesen                                                                | Michael von Sczaniecki                           | Pole                                             |                                                  |
| 5                                                     | Schwetz                                                                             | Boleslaw von Kossowski                           | Pole                                             |                                                  |
| 6                                                     | Konitz, Tuchel                                                                      | Leon von Czarlinski                              | Pole                                             |                                                  |
| 7                                                     | Schlochau, Flatow                                                                   | Viktor von Tepper-Laski                          | DRP                                              |                                                  |
| 8                                                     | Deutsch-Krone                                                                       | Max von Brauchitsch                              | DKP                                              |                                                  |
| Berlin                                                |                                                                                     |                                                  |                                                  |                                                  |
| 1                                                     | Alt-Berlin, Cölln, Friedrichswerder, Dorotheenstadt, Friedrichstadt-Nord            | Ludwig Loewe                                     | DFP                                              |                                                  |
| 2                                                     | Schöneberger Vorstadt, Friedrichsvorstadt, Tempelhofer Vorstadt, Friedrichstadt-Süd | Rudolf Virchow                                   | DFP                                              |                                                  |
| 3                                                     | Luisenstadt diesseits des Kanals, Neu-Cölln                                         | August Munckel                                   | DFP                                              |                                                  |
| 4                                                     | Luisenstadt jenseits des Kanals, Stralauer Vorstadt, Königsstadt-Ost                | Albert Traeger                                   | DFP                                              |                                                  |
| 5                                                     | Spandauer Vorstadt, Friedrich-Wilhelm-Stadt, Königsstadt-West                       | Siegmund Günther                                 | DFP                                              |                                                  |
| 6                                                     | Wedding, Gesundbrunnen, Moabit, Oranienburger Vorstadt, Rosenthaler Vorstadt        | Moritz Klotz                                     | DFP                                              |                                                  |
| Provinz Brandenburg – Regierungsbezirk Potsdam        |                                                                                     |                                                  |                                                  |                                                  |
| 1                                                     | Westprignitz                                                                        | Otto Hermes                                      | DFP                                              |                                                  |
| 2                                                     | Ostprignitz                                                                         | Friedrich Langhoff                               | DFP                                              |                                                  |
| 3                                                     | Ruppin, Templin                                                                     | Adolf von Arnim-Boitzenburg                      | DRP                                              |                                                  |
| 4                                                     | Prenzlau, Angermünde                                                                | Friedrich von Wedell-Malchow                     | DKP                                              |                                                  |
| 5                                                     | Oberbarnim                                                                          | Franz Heinrich Schröter                          | LV                                               |                                                  |
| 6                                                     | Niederbarnim, Lichtenberg                                                           | Arnold Lohren                                    | DRP                                              |                                                  |
| 7                                                     | Potsdam, Osthavelland, Spandau                                                      | Karl Wilhelm Nessler                             | DFP                                              |                                                  |
| 8                                                     | Brandenburg an der Havel, Westhavelland                                             | Rudolf Hammer                                    | LV                                               |                                                  |
| 9                                                     | Zauch-Belzig, Jüterbog-Luckenwalde                                                  | Hermann Rademacher                               | DFP                                              |                                                  |
| 10                                                    | Teltow, Beeskow-Storkow                                                             | Nicolaus von Handjery                            | DKP                                              |                                                  |
| Provinz Brandenburg – Regierungsbezirk Frankfurt      |                                                                                     |                                                  |                                                  |                                                  |
| 1                                                     | Arnswalde, Friedeberg                                                               | Paul von Brand                                   | DKP                                              |                                                  |
| 2                                                     | Landsberg (Warthe), Soldin                                                          | Heinrich Kochhann                                | LV                                               |                                                  |
| 3                                                     | Königsberg (Neumark)                                                                | Albert von Levetzow                              | DKP                                              |                                                  |
| 4                                                     | Frankfurt (Oder), Lebus                                                             | Gerhard Struve                                   | LV                                               |                                                  |
| 5                                                     | Oststernberg, Weststernberg                                                         | Karl von Waldow und Reitzenstein                 | DKP                                              |                                                  |
| 6                                                     | Züllichau-Schwiebus, Crossen                                                        | Otto Uhden                                       | DKP                                              |                                                  |
| 7                                                     | Guben, Lübben                                                                       | Heinrich zu Schoenaich-Carolath                  | DRP                                              |                                                  |
| 8                                                     | Sorau, Forst                                                                        | Nikolaus Witt                                    | LV                                               |                                                  |
| 9                                                     | Cottbus, Spremberg                                                                  | Traugott Hirschberger                            | DFP                                              |                                                  |
| 10                                                    | Calau, Luckau                                                                       | Otto von Manteuffel                              | DKP                                              |                                                  |
| Provinz Pommern – Regierungsbezirk Stettin            |                                                                                     |                                                  |                                                  |                                                  |
| 1                                                     | Demmin, Anklam                                                                      | Helmuth von Maltzahn                             | DKP                                              |                                                  |
| 2                                                     | Ueckermünde, Usedom-Wollin                                                          | Heinrich Dohrn                                   | LV                                               |                                                  |
| 3                                                     | Randow, Greifenhagen                                                                | Alexander von der Osten                          | DKP                                              |                                                  |
| 4                                                     | Stettin                                                                             | Albert Schlutow                                  | LV                                               |                                                  |
| 5                                                     | Pyritz, Saatzig                                                                     | Wilhelm von Schöning                             | DKP                                              |                                                  |
| 6                                                     | Naugard, Regenwalde                                                                 | Wilhelm von Flügge                               | DKP                                              |                                                  |
| 7                                                     | Greifenberg, Kammin                                                                 | Ernst Matthias von Köller                        | DKP                                              |                                                  |
| Provinz Pommern – Regierungsbezirk Köslin             |                                                                                     |                                                  |                                                  |                                                  |
| 1                                                     | Stolp, Lauenburg in Pommern                                                         | Wilhelm Joachim von Hammerstein                  | DKP                                              |                                                  |
| 2                                                     | Bütow, Rummelsburg, Schlawe                                                         | Adolf von Massow                                 | DKP                                              |                                                  |
| 3                                                     | Köslin, Kolberg-Körlin, Bublitz                                                     | August von Gerlach                               | DKP                                              |                                                  |
| 4                                                     | Belgard, Schivelbein, Dramburg                                                      | Conrad von Kleist                                | DKP                                              |                                                  |
| 5                                                     | Neustettin                                                                          | Hermann von Busse                                | DKP                                              |                                                  |
| Provinz Pommern – Regierungsbezirk Stralsund          |                                                                                     |                                                  |                                                  |                                                  |
| 1                                                     | Rügen, Stralsund, Franzburg                                                         | Ulrich von Behr-Negendank                        | DRP                                              |                                                  |
| 2                                                     | Greifswald, Grimmen                                                                 | Karl Hüter                                       | DFP                                              |                                                  |
| Provinz Posen – Regierungsbezirk Posen                |                                                                                     |                                                  |                                                  |                                                  |
| 1                                                     | Posen                                                                               | Hippolyt von Turno                               | Pole                                             |                                                  |
| 2                                                     | Samter, Birnbaum, Obornik, Schwerin (Warthe)                                        | Stephan von Kwilecki                             | Pole                                             |                                                  |
| 3                                                     | Meseritz, Bomst                                                                     | Hans Wilhelm von Unruhe-Bomst                    | DRP                                              |                                                  |
| 4                                                     | Buk, Schmiegel, Kosten                                                              | Marzel von Zoltowski                             | Pole                                             |                                                  |
| 5                                                     | Kröben                                                                              | Casimir von Chlapowski                           | Pole                                             |                                                  |
| 6                                                     | Fraustadt, Lissa                                                                    | Stanislaus von Chlapowski                        | Pole                                             |                                                  |
| 7                                                     | Schrimm, Schroda                                                                    | Roman von Komierowski                            | Pole                                             |                                                  |
| 8                                                     | Wreschen, Pleschen, Jarotschin                                                      | Theophil Magdzinski                              | Pole                                             |                                                  |
| 9                                                     | Krotoschin, Koschmin                                                                | Ludwig von Jazdzewski                            | Pole                                             |                                                  |
| 10                                                    | Adelnau, Schildberg, Ostrowo, Kempen in Posen                                       | Ferdinand von Radziwill                          | Pole                                             |                                                  |
| Provinz Posen – Regierungsbezirk Bromberg             |                                                                                     |                                                  |                                                  |                                                  |
| 1                                                     | Czarnikau, Filehne, Kolmar in Posen                                                 | Axel von Colmar                                  | DKP                                              |                                                  |
| 2                                                     | Wirsitz, Schubin, Znin                                                              | Leo von Skorzewski                               | Pole                                             |                                                  |
| 3                                                     | Bromberg                                                                            | Karl Hempel                                      | DFP                                              |                                                  |
| 4                                                     | Inowrazlaw, Mogilno, Strelno                                                        | Stanislaus von Kurnatowski                       | Pole                                             |                                                  |
| 5                                                     | Gnesen, Wongrowitz, Witkowo                                                         | Witold von Skarzynski                            | Pole                                             |                                                  |
| Provinz Schlesien – Regierungsbezirk Breslau          |                                                                                     |                                                  |                                                  |                                                  |
| 1                                                     | Guhrau, Steinau, Wohlau                                                             | Guido von Kessel                                 | DKP                                              |                                                  |
| 2                                                     | Militsch, Trebnitz                                                                  | Hermann von Hatzfeldt                            | DRP                                              |                                                  |
| 3                                                     | Groß Wartenberg, Oels                                                               | Wilhelm von Kardorff                             | DRP                                              |                                                  |
| 4                                                     | Namslau, Brieg                                                                      | Oswald von Hoenika                               | LV                                               |                                                  |
| 5                                                     | Ohlau, Strehlen, Nimptsch                                                           | Johannes Friedrich Goldschmidt                   | LV                                               |                                                  |
| 6                                                     | Breslau-Ost                                                                         | Wilhelm Hasenclever                              | SAP                                              |                                                  |
| 7                                                     | Breslau-West                                                                        | Julius Kräcker                                   | SAP                                              |                                                  |
| 8                                                     | Neumarkt, Breslau-Land                                                              | Victor I. Herzog von Ratibor                     | DRP                                              |                                                  |
| 9                                                     | Striegau, Schweidnitz                                                               | Paul von Kulmiz                                  | DRP                                              |                                                  |
| 10                                                    | Waldenburg                                                                          | Hans von Pleß                                    | DRP                                              |                                                  |
| 11                                                    | Reichenbach, Neurode                                                                | Felix Porsch                                     | Zentrum                                          |                                                  |
| 12                                                    | Glatz, Habelschwerdt                                                                | Robert von Ludwig                                | Zentrum                                          |                                                  |
| 13                                                    | Frankenstein, Münsterberg                                                           | Johann von Harbuval-Chamaré-Stolz                | Zentrum                                          |                                                  |
| Provinz Schlesien – Regierungsbezirk Oppeln           |                                                                                     |                                                  |                                                  |                                                  |
| 1                                                     | Kreuzburg, Rosenberg O.S.                                                           | Heinrich von Aulock                              | Zentrum                                          |                                                  |
| 2                                                     | Oppeln                                                                              | Franz von Ballestrem                             | Zentrum                                          |                                                  |
| 3                                                     | Groß Strehlitz, Kosel                                                               | Adolph Franz                                     | Zentrum                                          |                                                  |
| 4                                                     | Lublinitz, Tost-Gleiwitz                                                            | Alexander von Schalscha                          | Zentrum                                          |                                                  |
| 5                                                     | Beuthen, Tarnowitz                                                                  | Edmund Prinz von Radziwill                       | Zentrum                                          |                                                  |
| 6                                                     | Kattowitz, Zabrze                                                                   | Ludwig Richard Edler                             | Zentrum                                          |                                                  |
| 7                                                     | Pleß, Rybnik                                                                        | Eduard Müller                                    | Zentrum                                          |                                                  |
| 8                                                     | Ratibor                                                                             | Gustav von Saurma-Jeltsch                        | Zentrum                                          |                                                  |
| 9                                                     | Leobschütz                                                                          | Julius Cäsar von Nayhauß-Cormons                 | Zentrum                                          |                                                  |
| 10                                                    | Neustadt O.S.                                                                       | Friedrich zu Stolberg-Stolberg                   | Zentrum                                          |                                                  |
| 11                                                    | Falkenberg O.S., Grottkau                                                           | Friedrich von Praschma                           | Zentrum                                          |                                                  |
| 12                                                    | Neisse                                                                              | Albert Horn                                      | Zentrum                                          |                                                  |
| Provinz Schlesien – Regierungsbezirk Liegnitz         |                                                                                     |                                                  |                                                  |                                                  |
| 1                                                     | Grünberg, Freystadt                                                                 | Ludwig Jacobi                                    | NLP                                              |                                                  |
| 2                                                     | Sagan, Sprottau                                                                     | Carl Braun                                       | LV                                               |                                                  |
| 3                                                     | Glogau                                                                              | August Maager                                    | LV                                               |                                                  |
| 4                                                     | Lüben, Bunzlau                                                                      | Adalbert Falk                                    | NLP                                              |                                                  |
| 5                                                     | Löwenberg                                                                           | Robert von Puttkamer                             | DKP                                              |                                                  |
| 6                                                     | Liegnitz, Goldberg-Haynau                                                           | Robert Beisert                                   | LV                                               |                                                  |
| 7                                                     | Landeshut, Jauer, Bolkenhain                                                        | Rudolf Gneist                                    | NLP                                              |                                                  |
| 8                                                     | Schönau, Hirschberg                                                                 | Georg von Bunsen                                 | LV                                               |                                                  |
| 9                                                     | Görlitz, Lauban                                                                     | Erwin Lüders                                     | LV                                               |                                                  |
| 10                                                    | Rothenburg (Oberlausitz), Hoyerswerda                                               | Otto Theodor von Seydewitz                       | DKP                                              |                                                  |
| Provinz Sachsen – Regierungsbezirk Magdeburg          |                                                                                     |                                                  |                                                  |                                                  |
| 1                                                     | Salzwedel, Gardelegen                                                               | Friedrich Kapp                                   | LV                                               |                                                  |
| 2                                                     | Stendal, Osterburg                                                                  | Hermann von Lüderitz                             | DKP                                              |                                                  |
| 3                                                     | Jerichow I, Jerichow II                                                             | Heinrich Greve                                   | DFP                                              |                                                  |
| 4                                                     | Magdeburg                                                                           | Walter Büchtemann                                | DFP                                              |                                                  |
| 5                                                     | Neuhaldensleben, Wolmirstedt                                                        | Max von Forckenbeck                              | LV                                               |                                                  |
| 6                                                     | Wanzleben                                                                           | Robert von Benda                                 | NLP                                              |                                                  |
| 7                                                     | Aschersleben, Quedlinburg, Calbe an der Saale                                       | Adolph von Dietze                                | DRP                                              |                                                  |
| 8                                                     | Halberstadt, Oschersleben, Wernigerode                                              | August von Bernuth                               | NLP                                              |                                                  |
| Provinz Sachsen – Regierungsbezirk Merseburg          |                                                                                     |                                                  |                                                  |                                                  |
| 1                                                     | Liebenwerda, Torgau                                                                 | Justus Clauswitz                                 | DRP                                              |                                                  |
| 2                                                     | Schweinitz, Wittenberg                                                              | Hugo Schroeder                                   | LV                                               |                                                  |
| 3                                                     | Bitterfeld, Delitzsch                                                               | Johannes Moritz Wölfel                           | LV                                               |                                                  |
| 4                                                     | Halle (Saale), Saalkreis                                                            | Paul Alexander Meyer                             | LV                                               |                                                  |
| 5                                                     | Mansfelder Seekreis, Mansfelder Gebirgskreis                                        | Ernst Leuschner                                  | DRP                                              |                                                  |
| 6                                                     | Sangerhausen, Eckartsberga                                                          | Friedrich Hermann Müller                         | NLP                                              |                                                  |
| 7                                                     | Querfurt, Merseburg                                                                 | Carl August Panse                                | LV                                               |                                                  |
| 8                                                     | Naumburg, Weißenfels, Zeitz                                                         | Karl Otto Rohland                                | DFP                                              |                                                  |
| Provinz Sachsen – Regierungsbezirk Erfurt             |                                                                                     |                                                  |                                                  |                                                  |
| 1                                                     | Nordhausen, Hohenstein                                                              | Julius Lerche                                    | DFP                                              |                                                  |
| 2                                                     | Heiligenstadt, Worbis                                                               | Eduard Strecker                                  | Zentrum                                          |                                                  |
| 3                                                     | Mühlhausen, Langensalza, Weißensee                                                  | Eduard Gustav Eberty                             | LV                                               |                                                  |
| 4                                                     | Erfurt, Schleusingen, Ziegenrück                                                    | Adolf Stengel                                    | LV                                               |                                                  |
| Provinz Schleswig-Holstein                            |                                                                                     |                                                  |                                                  |                                                  |
| 1                                                     | Hadersleben, Sonderburg                                                             | Hans Lassen                                      | Däne                                             |                                                  |
| 2                                                     | Apenrade, Flensburg                                                                 | Gustav Johannsen                                 | Däne                                             |                                                  |
| 3                                                     | Schleswig, Eckernförde                                                              | Karl Friedrich Wilhelm Koch                      | DFP                                              |                                                  |
| 4                                                     | Tondern, Husum, Eiderstedt                                                          | Gustav Reinhold Richter                          | DFP                                              |                                                  |
| 5                                                     | Dithmarschen, Steinburg                                                             | Gustav Thomsen                                   | LV                                               |                                                  |
| 6                                                     | Pinneberg, Segeberg                                                                 | Heinrich Gieschen                                | DFP                                              |                                                  |
| 7                                                     | Kiel, Rendsburg                                                                     | Albert Hänel                                     | DFP                                              |                                                  |
| 8                                                     | Altona, Stormarn                                                                    | Gustav Karsten                                   | DFP                                              |                                                  |
| 9                                                     | Oldenburg in Holstein, Plön                                                         | Conrad von Holstein                              | DKP                                              |                                                  |
| 10                                                    | Herzogtum Lauenburg                                                                 | August Westphal                                  | LV                                               |                                                  |
| Provinz Hannover                                      |                                                                                     |                                                  |                                                  |                                                  |
| 1                                                     | Emden, Norden, Weener                                                               | Wilhelm von Beaulieu-Marconnay                   | NLP                                              |                                                  |
| 2                                                     | Aurich, Wittmund, Leer                                                              | Gerhard Ahlhorn                                  | DFP                                              |                                                  |
| 3                                                     | Meppen, Lingen, Bentheim, Aschendorf, Hümmling                                      | Ludwig Windthorst                                | Zentrum                                          |                                                  |
| 4                                                     | Osnabrück, Bersenbrück, Iburg                                                       | Balduin von Schele                               | DHP                                              |                                                  |
| 5                                                     | Melle, Diepholz, Wittlage, Sulingen, Stolzenau                                      | Werner von Arnswaldt                             | DHP                                              |                                                  |
| 6                                                     | Syke, Verden                                                                        | Hermann von Arnswaldt                            | DHP                                              |                                                  |
| 7                                                     | Nienburg, Neustadt am Rübenberge, Fallingbostel                                     | Heinrich Langwerth von Simmern                   | DHP                                              |                                                  |
| 8                                                     | Hannover                                                                            | Ludwig Brüel                                     | DHP                                              |                                                  |
| 9                                                     | Hameln, Linden, Springe                                                             | Erich von Reden                                  | NLP                                              |                                                  |
| 10                                                    | Hildesheim, Marienburg, Alfeld (Leine), Gronau                                      | Alexander von Bennigsen                          | DHP                                              |                                                  |
| 11                                                    | Einbeck, Northeim, Osterode am Harz, Uslar                                          | Victor von Alten                                 | DHP                                              |                                                  |
| 12                                                    | Göttingen, Duderstadt, Münden                                                       | Reinhard von Adelebsen                           | DHP                                              |                                                  |
| 13                                                    | Goslar, Zellerfeld, Ilfeld                                                          | Adolf von Pilgrim                                | DRP                                              |                                                  |
| 14                                                    | Gifhorn, Celle, Peine, Burgdorf                                                     | Eduard von der Brelie                            | NLP                                              |                                                  |
| 15                                                    | Lüchow, Uelzen, Dannenberg, Bleckede                                                | Bechtold von Bernstorff                          | DHP                                              |                                                  |
| 16                                                    | Lüneburg, Soltau, Winsen (Luhe)                                                     | Adolf von Wangenheim-Wake                        | DHP                                              |                                                  |
| 17                                                    | Harburg, Rotenburg in Hannover, Zeven                                               | Justus Bostelmann                                | NLP                                              |                                                  |
| 18                                                    | Stade, Geestemünde, Bremervörde, Osterholz                                          | Gustav Wendt                                     | DFP                                              |                                                  |
| 19                                                    | Neuhaus (Oste), Hadeln, Lehe, Kehdingen, Jork                                       | Rudolf von Bennigsen                             | NLP                                              |                                                  |
| Provinz Westfalen – Regierungsbezirk Münster          |                                                                                     |                                                  |                                                  |                                                  |
| 1                                                     | Tecklenburg, Steinfurt, Ahaus                                                       | Carl Timmerman                                   | Zentrum                                          |                                                  |
| 2                                                     | Münster, Coesfeld                                                                   | Clemens Heereman von Zuydwyck                    | Zentrum                                          |                                                  |
| 3                                                     | Borken, Recklinghausen                                                              | Julius von Bönninghausen                         | Zentrum                                          |                                                  |
| 4                                                     | Lüdinghausen, Beckum, Warendorf                                                     | Ignatz von Landsberg-Velen und Steinfurt         | Zentrum                                          |                                                  |
| Provinz Westfalen – Regierungsbezirk Minden           |                                                                                     |                                                  |                                                  |                                                  |
| 1                                                     | Minden, Lübbecke                                                                    | Alexander von Oheimb                             | DKP                                              |                                                  |
| 2                                                     | Herford, Halle (Westfalen)                                                          | Hans Hugo von Kleist-Retzow                      | DKP                                              |                                                  |
| 3                                                     | Bielefeld, Wiedenbrück                                                              | Heinrich Eugen Marcard                           | DKP                                              |                                                  |
| 4                                                     | Paderborn, Büren                                                                    | Hermann von und zu Brenken                       | Zentrum                                          |                                                  |
| 5                                                     | Höxter, Warburg                                                                     | Carl von Wendt-Papenhausen                       | Zentrum                                          |                                                  |
| Provinz Westfalen – Regierungsbezirk Arnsberg         |                                                                                     |                                                  |                                                  |                                                  |
| 1                                                     | Wittgenstein, Siegen, Biedenkopf                                                    | Adolf Stoecker                                   | DKP                                              |                                                  |
| 2                                                     | Olpe, Arnsberg, Meschede                                                            | Peter Reichensperger                             | Zentrum                                          |                                                  |
| 3                                                     | Altena, Iserlohn, Lüdenscheid                                                       | Paul Langerhans                                  | DFP                                              |                                                  |
| 4                                                     | Hagen, Schwelm, Witten                                                              | Eugen Richter                                    | DFP                                              |                                                  |
| 5                                                     | Bochum, Gelsenkirchen, Hattingen, Herne                                             | Burghard von Schorlemer-Alst                     | Zentrum                                          |                                                  |
| 6                                                     | Dortmund, Hörde                                                                     | Julius Lenzmann                                  | DFP                                              |                                                  |
| 7                                                     | Hamm, Soest                                                                         | Florens von Bockum-Dolffs                        | NLP                                              |                                                  |
| 8                                                     | Lippstadt, Brilon                                                                   | Theodor Schroeder                                | Zentrum                                          |                                                  |
| Provinz Hessen-Nassau – Regierungsbezirk Wiesbaden    |                                                                                     |                                                  |                                                  |                                                  |
| 1                                                     | Obertaunus, Höchst, Usingen                                                         | Karl Mohr                                        | DFP                                              |                                                  |
| 2                                                     | Wiesbaden, Rheingau, Untertaunus                                                    | Hermann Schulze-Delitzsch                        | DFP                                              |                                                  |
| 3                                                     | St. Goarshausen, Unterwesterwald                                                    | Ernst Lieber                                     | Zentrum                                          |                                                  |
| 4                                                     | Limburg, Oberlahnkreis, Unterlahnkreis                                              | Gustav Münch                                     | DFP                                              |                                                  |
| 5                                                     | Dillkreis, Oberwesterwald                                                           | Georg Thilenius                                  | LV                                               |                                                  |
| 6                                                     | Frankfurt am Main                                                                   | Leopold Sonnemann                                | DtVP                                             |                                                  |
| Provinz Hessen-Nassau – Regierungsbezirk Kassel       |                                                                                     |                                                  |                                                  |                                                  |
| 1                                                     | Rinteln, Hofgeismar, Wolfhagen                                                      | Hermann Schläger                                 | NLP                                              |                                                  |
| 2                                                     | Kassel, Melsungen                                                                   | Philipp Schwarzenberg                            | DFP                                              |                                                  |
| 3                                                     | Fritzlar, Homberg, Ziegenhain                                                       | Otto von Gehren                                  | DKP                                              |                                                  |
| 4                                                     | Eschwege, Schmalkalden, Witzenhausen                                                | Karl Frieß                                       | DFP                                              |                                                  |
| 5                                                     | Marburg, Frankenberg, Kirchhain                                                     | Wilhelm Arnold                                   | DKP                                              |                                                  |
| 6                                                     | Hersfeld, Rotenburg (Fulda), Hünfeld                                                | Franz Perrot                                     | DKP                                              |                                                  |
| 7                                                     | Fulda, Schlüchtern, Gersfeld                                                        | Clemens Heidenreich Droste zu Vischering         | Zentrum                                          |                                                  |
| 8                                                     | Hanau, Gelnhausen                                                                   | Karl Frohme                                      | SAP                                              |                                                  |
| Rheinprovinz – Regierungsbezirk Köln                  |                                                                                     |                                                  |                                                  |                                                  |
| 1                                                     | Köln-Stadt                                                                          | Karl Custodis                                    | Zentrum                                          |                                                  |
| 2                                                     | Köln-Land                                                                           | Clemens Menken                                   | Zentrum                                          |                                                  |
| 3                                                     | Bergheim (Erft), Euskirchen                                                         | Wilhelm Rudolphi                                 | Zentrum                                          |                                                  |
| 4                                                     | Rheinbach, Bonn                                                                     | Eugen von Kesseler                               | Zentrum                                          |                                                  |
| 5                                                     | Siegkreis, Waldbröl                                                                 | Joseph Lingens                                   | Zentrum                                          |                                                  |
| 6                                                     | Mülheim am Rhein, Gummersbach, Wipperfürth                                          | Christoph Moufang                                | Zentrum                                          |                                                  |
| Rheinprovinz – Regierungsbezirk Düsseldorf            |                                                                                     |                                                  |                                                  |                                                  |
| 1                                                     | Remscheid, Lennep, Mettmann                                                         | Reinhard Schlüter                                | DFP                                              |                                                  |
| 2                                                     | Elberfeld, Barmen                                                                   | Reinhart Schmidt                                 | DFP                                              |                                                  |
| 3                                                     | Solingen                                                                            | Moritz Rittinghausen                             | SAP                                              |                                                  |
| 4                                                     | Düsseldorf                                                                          | Josef Bernards                                   | Zentrum                                          |                                                  |
| 5                                                     | Essen                                                                               | Gerhard Stötzel                                  | Zentrum                                          |                                                  |
| 6                                                     | Duisburg, Mülheim an der Ruhr, Ruhrort, Oberhausen                                  | Friedrich Hammacher                              | NLP                                              |                                                  |
| 7                                                     | Moers, Rees                                                                         | Heinrich Grütering                               | Zentrum                                          |                                                  |
| 8                                                     | Kleve, Geldern                                                                      | Clemens Perger                                   | Zentrum                                          |                                                  |
| 9                                                     | Kempen                                                                              | Hugo Pfafferott                                  | Zentrum                                          |                                                  |
| 10                                                    | Gladbach                                                                            | Friedrich von Kehler                             | Zentrum                                          |                                                  |
| 11                                                    | Krefeld                                                                             | August Reichensperger                            | Zentrum                                          |                                                  |
| 12                                                    | Neuss, Grevenbroich                                                                 | Franz von Dalwigk-Lichtenfels                    | Zentrum                                          |                                                  |
| Rheinprovinz – Regierungsbezirk Koblenz               |                                                                                     |                                                  |                                                  |                                                  |
| 1                                                     | Wetzlar, Altenkirchen                                                               | Hermann zu Solms-Braunfels                       | DKP                                              |                                                  |
| 2                                                     | Neuwied                                                                             | Hermann Joseph Bender                            | Zentrum                                          |                                                  |
| 3                                                     | Koblenz, St. Goar                                                                   | Georg von Hertling                               | Zentrum                                          |                                                  |
| 4                                                     | Kreuznach, Simmern                                                                  | Heinrich von Treitschke                          | DRP                                              |                                                  |
| 5                                                     | Mayen, Ahrweiler                                                                    | Friedrich Franz Kochann                          | Zentrum                                          |                                                  |
| 6                                                     | Adenau, Cochem, Zell                                                                | Andreas von Grand-Ry                             | Zentrum                                          |                                                  |
| Rheinprovinz – Regierungsbezirk Trier                 |                                                                                     |                                                  |                                                  |                                                  |
| 1                                                     | Daun, Bitburg, Prüm                                                                 | Wilhelm von Schorlemer                           | Zentrum                                          |                                                  |
| 2                                                     | Wittlich, Bernkastel                                                                | Christian Dieden                                 | Zentrum                                          |                                                  |
| 3                                                     | Trier                                                                               | Paul Majunke                                     | Zentrum                                          |                                                  |
| 4                                                     | Saarlouis, Merzig, Saarburg                                                         | Bartholomäus Haanen                              | Zentrum                                          |                                                  |
| 5                                                     | Saarbrücken                                                                         | Gustav Pfaehler                                  | NLP                                              |                                                  |
| 6                                                     | Ottweiler, St. Wendel, Meisenheim                                                   | Otto Taeglichsbeck                               | NLP                                              |                                                  |
| Rheinprovinz – Regierungsbezirk Aachen                |                                                                                     |                                                  |                                                  |                                                  |
| 1                                                     | Schleiden, Malmedy, Montjoie                                                        | Aloys Fritzen                                    | Zentrum                                          |                                                  |
| 2                                                     | Eupen, Aachen-Land                                                                  | Adam Bock                                        | Zentrum                                          |                                                  |
| 3                                                     | Aachen-Stadt                                                                        | Victor Gielen                                    | Zentrum                                          |                                                  |
| 4                                                     | Düren, Jülich                                                                       | Alfred von Hompesch                              | Zentrum                                          |                                                  |
| 5                                                     | Geilenkirchen, Heinsberg, Erkelenz                                                  | Hermann Ariovist von Fürth                       | Zentrum                                          |                                                  |
| Hohenzollernsche Lande – Regierungsbezirk Sigmaringen |                                                                                     |                                                  |                                                  |                                                  |
| 1                                                     | Sigmaringen, Hechingen                                                              | Johann Evangelist Maier                          | Zentrum                                          |                                                  |

### Bayern
| Königreich Bayern | Königreich Bayern                                                                                            | Königreich Bayern                        | Königreich Bayern | Königreich Bayern |
| Oberbayern        | Oberbayern                                                                                                   | Oberbayern                               | Oberbayern        | Oberbayern        |
| ----------------- | --- | ---------------------------------------- | ----------------- | ----------------- |
| 1                 | München I (Altstadt, Lehel, Maxvorstadt)                                                                     | Kaspar Ruppert                           | Zentrum           |                   |
| 2                 | München II (Isarvorstadt, Ludwigsvorstadt, Au, Haidhausen, Giesing), München-Land, Starnberg, Wolfratshausen | Anton Westermayer                        | Zentrum           |                   |
| 3                 | Aichach, Friedberg, Dachau, Schrobenhausen                                                                   | Sigmund von Pfetten-Arnbach              | Zentrum           |                   |
| 4                 | Ingolstadt, Freising, Pfaffenhofen                                                                           | Peter Karl von Aretin                    | Zentrum           |                   |
| 5                 | Wasserburg, Erding, Mühldorf                                                                                 | Maximilian Freiherr von Soden-Fraunhofen | Zentrum           |                   |
| 6                 | Weilheim, Werdenfels, Bruck, Landsberg, Schongau                                                             | Josef Geiger                             | Zentrum           |                   |
| 7                 | Rosenheim, Ebersberg, Miesbach, Tölz                                                                         | Gregor Fichtner                          | Zentrum           |                   |
| 8                 | Traunstein, Laufen, Berchtesgaden, Altötting                                                                 | Karl Senestrey                           | Zentrum           |                   |
| Niederbayern      | |                                          |                   |                   |
| 1                 | Landshut, Dingolfing, Vilsbiburg                                                                             | Karl von Ow                              | Zentrum           |                   |
| 2                 | Straubing, Bogen, Landau, Vilshofen                                                                          | Conrad von Preysing                      | Zentrum           |                   |
| 3                 | Passau, Wegscheid, Wolfstein, Grafenau                                                                       | Friedrich August Abt                     | Zentrum           |                   |
| 4                 | Pfarrkirchen, Eggenfelden, Griesbach                                                                         | Benedikt Winkelhofer                     | Zentrum           |                   |
| 5                 | Deggendorf, Regen, Viechtach, Kötzting                                                                       | Josef Pfahler                            | Zentrum           |                   |
| 6                 | Kelheim, Rottenburg, Mallersdorf                                                                             | Karl Anton Lang                          | Zentrum           |                   |
| Pfalz             | |                                          |                   |                   |
| 1                 | Speyer, Ludwigshafen, Frankenthal                                                                            | Ludwig Groß                              | NLP               |                   |
| 2                 | Landau, Neustadt an der Haardt                                                                               | Julius Petersen                          | NLP               |                   |
| 3                 | Germersheim, Bergzabern                                                                                      | Moritz Bolza                             | NLP               |                   |
| 4                 | Zweibrücken, Pirmasens                                                                                       | Oskar Krämer                             | NLP               |                   |
| 5                 | Homburg, Kusel                                                                                               | Franz Armand Buhl                        | NLP               |                   |
| 6                 | Kaiserslautern, Kirchheimbolanden                                                                            | Jean Janson                              | NLP               |                   |
| Oberpfalz         | |                                          |                   |                   |
| 1                 | Regensburg, Burglengenfeld, Stadtamhof                                                                       | Franz Josef von Gruben                   | Zentrum           |                   |
| 2                 | Amberg, Nabburg, Sulzbach, Eschenbach                                                                        | August von Gise                          | Zentrum           |                   |
| 3                 | Neumarkt, Velburg, Hemau                                                                                     | Johann Michael Triller                   | Zentrum           |                   |
| 4                 | Neunburg, Waldmünchen, Cham, Roding                                                                          | Josef Witzlsperger                       | Zentrum           |                   |
| 5                 | Neustadt a. d. Waldnaab, Vohenstrauß, Tirschenreuth                                                          | Joseph Schaefler                         | Zentrum           |                   |
| Oberfranken       | |                                          |                   |                   |
| 1                 | Hof, Naila, Rehau, Münchberg                                                                                 | Heinrich August Papellier                | DFP               |                   |
| 2                 | Bayreuth, Wunsiedel, Berneck                                                                                 | Friedrich von Feustel                    | NLP               |                   |
| 3                 | Forchheim, Kulmbach, Pegnitz, Ebermannstadt                                                                  | Karl Herz                                | DFP               |                   |
| 4                 | Kronach, Staffelstein, Lichtenfels, Stadtsteinach, Teuschnitz                                                | Friedrich von Gagern                     | Zentrum           |                   |
| 5                 | Bamberg, Höchstadt                                                                                           | Heinrich Horneck von Weinheim            | Zentrum           |                   |
| Mittelfranken     | |                                          |                   |                   |
| 1                 | Nürnberg | Karl Grillenberger                       | SAP               |                   |
| 2                 | Erlangen, Fürth, Hersbruck                                                                                   | Franz August Schenk von Stauffenberg     | LV                |                   |
| 3                 | Ansbach, Schwabach, Heilsbronn                                                                               | Wilhelm Jegel                            | LV                |                   |
| 4                 | Eichstätt, Beilngries, Weissenburg                                                                           | Franz Xaver Schmidt                      | Zentrum           |                   |
| 5                 | Dinkelsbühl, Gunzenhausen, Feuchtwangen                                                                      | Philipp Schreiner                        | NLP               |                   |
| 6                 | Rothenburg ob der Tauber, Neustadt an der Aisch                                                              | Friedrich Grieninger                     | LV                |                   |
| Unterfranken      | |                                          |                   |                   |
| 1                 | Aschaffenburg, Alzenau, Obernburg, Miltenberg                                                                | Heinrich von Papius                      | Zentrum           |                   |
| 2                 | Kitzingen, Gerolzhofen, Ochsenfurt, Volkach                                                                  | Friedrich Carl von Schönborn-Wiesentheid | Zentrum           |                   |
| 3                 | Lohr, Karlstadt, Hammelburg, Marktheidenfeld, Gemünden                                                       | Georg Arbogast von und zu Franckenstein  | Zentrum           |                   |
| 4                 | Neustadt an der Saale, Brückenau, Mellrichstadt, Königshofen, Kissingen                                      | Ludwig Reichert                          | Zentrum           |                   |
| 5                 | Schweinfurt, Haßfurt, Ebern                                                                                  | Joseph Warmuth                           | LV                |                   |
| 6                 | Würzburg | Karl Köhl                                | DtVP              |                   |
| Schwaben          | |                                          |                   |                   |
| 1                 | Augsburg, Wertingen                                                                                          | Andreas Freytag                          | Zentrum           |                   |
| 2                 | Donauwörth, Nördlingen, Neuburg                                                                              | Max Mayer                                | Zentrum           |                   |
| 3                 | Dillingen, Günzburg, Zusmarshausen                                                                           | Joseph von Sigmund                       | Zentrum           |                   |
| 4                 | Illertissen, Neu-Ulm, Memmingen, Krumbach                                                                    | Magnus Anton Reindl                      | Zentrum           |                   |
| 5                 | Kaufbeuren, Mindelheim, Oberdorf, Füssen                                                                     | Theodor von Vequel-Westernach            | Zentrum           |                   |
| 6                 | Immenstadt, Sonthofen, Kempten (Allgäu), Lindau                                                              | Friedrich von Quadt-Wykrad-Isny          | Zentrum           |                   |

### Sachsen
| Königreich Sachsen | Königreich Sachsen                          | Königreich Sachsen                 | Königreich Sachsen | Königreich Sachsen |
| ------------------ | ------------------------------------------- | ---------------------------------- | ------------------ | ------------------ |
| 1                  | Zittau                                      | Louis Heinrich Buddeberg           | DFP                |                    |
| 2                  | Löbau                                       | Gustav Fährmann                    | DFP                |                    |
| 3                  | Bautzen, Kamenz, Bischofswerda              | Theodor Reich                      | DKP                |                    |
| 4                  | Dresden rechts der Elbe, Radeberg, Radeburg | Friedrich von Schwarze             | DRP                |                    |
| 5                  | Dresden links der Elbe                      | Paul Alfred Stübel                 | NLP                |                    |
| 6                  | Dresden-Land links der Elbe, Dippoldiswalde | Karl Gustav Ackermann              | DKP                |                    |
| 7                  | Meißen, Großenhain, Riesa                   | Gustav Richter                     | DRP                |                    |
| 8                  | Pirna, Sebnitz                              | Arthur Eysoldt                     | DFP                |                    |
| 9                  | Freiberg, Hainichen                         | Max Kayser                         | SAP                |                    |
| 10                 | Döbeln, Nossen, Leisnig                     | Georg Ludwig August Walter         | DF                 |                    |
| 11                 | Oschatz, Wurzen, Grimma                     | Theodor Günther                    | DRP                |                    |
| 12                 | Leipzig-Stadt                               | Eduard Stephani                    | NLP                |                    |
| 13                 | Leipzig-Land, Taucha, Markranstädt, Zwenkau | Johann Gottfried Dietze            | DRP                |                    |
| 14                 | Borna, Geithain, Rochlitz                   | Arnold Woldemar von Frege-Weltzien | DKP                |                    |
| 15                 | Mittweida, Frankenberg, Augustusburg        | Georg von Vollmar                  | SAP                |                    |
| 16                 | Chemnitz                                    | Bruno Geiser                       | SAP                |                    |
| 17                 | Glauchau, Meerane, Hohenstein-Ernstthal     | Friedrich Ludwig Leuschner         | NLP                |                    |
| 18                 | Zwickau, Crimmitschau, Werdau               | Karl Wilhelm Stolle                | SAP                |                    |
| 19                 | Stollberg, Schneeberg                       | Karl Friedrich Ebert               | DKP                |                    |
| 20                 | Marienberg, Zschopau                        | Albin Kutschbach                   | LV                 |                    |
| 21                 | Annaberg, Schwarzenberg, Johanngeorgenstadt | Eugen Holtzmann                    | NLP                |                    |
| 22                 | Auerbach, Reichenbach                       | Albert Niethammer                  | NLP                |                    |
| 23                 | Plauen, Oelsnitz, Klingenthal               | Alwin Hartmann                     | DKP                |                    |

### Württemberg
| Königreich Württemberg | Königreich Württemberg                        | Königreich Württemberg                | Königreich Württemberg | Königreich Württemberg |
| ---------------------- | --------------------------------------------- | ------------------------------------- | ---------------------- | ---------------------- |
| 1                      | Stuttgart                                     | Sigmund Schott                        | DtVP                   |                        |
| 2                      | Cannstatt, Ludwigsburg, Marbach, Waiblingen   | Friedrich Retter                      | DtVP                   |                        |
| 3                      | Heilbronn, Besigheim, Brackenheim, Neckarsulm | Georg Haerle                          | DtVP                   |                        |
| 4                      | Böblingen, Vaihingen, Leonberg, Maulbronn     | Konstantin Sebastian von Neurath      | DRP                    |                        |
| 5                      | Esslingen, Nürtingen, Kirchheim, Urach        | Gustav Reiniger                       | DRP                    |                        |
| 6                      | Reutlingen, Tübingen, Rottenburg              | Friedrich von Payer                   | DtVP                   |                        |
| 7                      | Nagold, Calw, Neuenbürg, Herrenberg           | Julius Staelin                        | DRP                    |                        |
| 8                      | Freudenstadt, Horb, Oberndorf, Sulz           | Hans von Ow                           | DRP                    |                        |
| 9                      | Balingen, Rottweil, Spaichingen, Tuttlingen   | Ludwig Schwarz                        | DFP                    |                        |
| 10                     | Gmünd, Göppingen, Welzheim, Schorndorf        | Georg von Wöllwarth-Lauterburg        | DRP                    |                        |
| 11                     | Hall, Backnang, Öhringen, Weinsberg           | Gustav von Bühler                     | DtVP                   |                        |
| 12                     | Gerabronn, Crailsheim, Mergentheim, Künzelsau | Karl Mayer                            | DtVP                   |                        |
| 13                     | Aalen, Gaildorf, Neresheim, Ellwangen         | Heinrich Adelmann von Adelmannsfelden | Zentrum                |                        |
| 14                     | Ulm, Heidenheim, Geislingen                   | Gottlob Friedrich Riekert             | DRP                    |                        |
| 15                     | Ehingen, Blaubeuren, Laupheim, Münsingen      | Joseph Utz                            | Zentrum                |                        |
| 16                     | Biberach, Leutkirch, Waldsee, Wangen          | Reinhard zu Neipperg                  | Zentrum                |                        |
| 17                     | Ravensburg, Tettnang, Saulgau, Riedlingen     | Constantin von Waldburg-Zeil          | Zentrum                |                        |

### Baden
| Großherzogtum Baden | Großherzogtum Baden                          | Großherzogtum Baden        | Großherzogtum Baden | Großherzogtum Baden |
| ------------------- | -------------------------------------------- | -------------------------- | ------------------- | ------------------- |
| 1                   | Konstanz, Überlingen, Stockach               | Konstantin Noppel          | NLP                 |                     |
| 2                   | Donaueschingen, Villingen                    | Robert Gerwig              | NLP                 |                     |
| 3                   | Waldshut, Säckingen, Neustadt im Schwarzwald | Ernst Adolf Birkenmayer    | Zentrum             |                     |
| 4                   | Lörrach, Müllheim                            | Markus Pflüger             | LV                  |                     |
| 5                   | Freiburg, Emmendingen                        | Heinrich von Kageneck      | Zentrum             |                     |
| 6                   | Lahr, Wolfach                                | Ferdinand Sander           | NLP                 |                     |
| 7                   | Offenburg, Kehl                              | Jakob Schuck               | NLP                 |                     |
| 8                   | Rastatt, Bühl, Baden-Baden                   | Franz Xaver Lender         | Zentrum             |                     |
| 9                   | Pforzheim, Ettlingen                         | Gottlieb Klumpp            | NLP                 |                     |
| 10                  | Karlsruhe, Bruchsal                          | Karl August Schneider      | NLP                 |                     |
| 11                  | Mannheim                                     | Wilhelm Kopfer             | DtVP                |                     |
| 12                  | Heidelberg, Mosbach                          | Wilhelm Blum               | NLP                 |                     |
| 13                  | Bretten, Sinsheim                            | Ernst von Göler-Ravensburg | DKP                 |                     |
| 14                  | Tauberbischofsheim, Buchen                   | Franz von und zu Bodman    | Zentrum             |                     |

### Hessen
| Großherzogtum Hessen | Großherzogtum Hessen                               | Großherzogtum Hessen            | Großherzogtum Hessen | Großherzogtum Hessen |
| -------------------- | -------------------------------------------------- | ------------------------------- | -------------------- | -------------------- |
| 1                    | Gießen, Grünberg, Nidda                            | Egidius Gutfleisch              | LV                   |                      |
| 2                    | Friedberg, Büdingen, Vilbel                        | Bernhard Schroeder              | LV                   |                      |
| 3                    | Lauterbach, Alsfeld, Schotten                      | Heinrich Lüders                 | LV                   |                      |
| 4                    | Darmstadt, Groß-Gerau                              | Wilhelm Büchner                 | DFP                  |                      |
| 5                    | Offenbach, Dieburg                                 | Wilhelm Liebknecht              | SAP                  |                      |
| 6                    | Erbach, Bensheim, Lindenfels, Neustadt im Odenwald | Erwin Löw von und zu Steinfurth | LV                   |                      |
| 7                    | Worms, Heppenheim, Wimpfen                         | Heinrich von Marquardsen        | NLP                  |                      |
| 8                    | Bingen, Alzey                                      | Ludwig Bamberger                | LV                   |                      |
| 9                    | Mainz, Oppenheim                                   | Adolph Phillips                 | DFP                  |                      |

### Kleinstaaten
| Großherzogtum Mecklenburg-Schwerin    | Großherzogtum Mecklenburg-Schwerin                                | Großherzogtum Mecklenburg-Schwerin | Großherzogtum Mecklenburg-Schwerin | Großherzogtum Mecklenburg-Schwerin |
| ------------------------------------- | ----------------------------------------------------------------- | ---------------------------------- | ---------------------------------- | ---------------------------------- |
| 1                                     | Hagenow, Grevesmühlen                                             | Ludolph von Wrisberg               | DKP                                |                                    |
| 2                                     | Schwerin, Wismar                                                  | Otto Büsing                        | NLP                                |                                    |
| 3                                     | Parchim, Ludwigslust                                              | Hugo Hermes                        | DFP                                |                                    |
| 4                                     | Waren, Malchin                                                    | Adolf von Engel                    | DKP                                |                                    |
| 5                                     | Rostock, Doberan                                                  | Hermann Paasche                    | LV                                 |                                    |
| 6                                     | Güstrow, Ribnitz                                                  | Karl Heydemann                     | NLP                                |                                    |
| Großherzogtum Sachsen-Weimar-Eisenach |                                                                   |                                    |                                    |                                    |
| 1                                     | Weimar, Apolda                                                    | Carl Ausfeld                       | DFP                                |                                    |
| 2                                     | Eisenach, Dermbach                                                | Ludolf Parisius                    | DFP                                |                                    |
| 3                                     | Jena, Neustadt an der Orla                                        | Georg Meyer                        | NLP                                |                                    |
| Großherzogtum Mecklenburg-Strelitz    |                                                                   |                                    |                                    |                                    |
| 1                                     | Neustrelitz, Neubrandenburg, Schönberg                            | Franz Pogge                        | NLP                                |                                    |
| Großherzogtum Oldenburg               |                                                                   |                                    |                                    |                                    |
| 1                                     | Oldenburg, Eutin, Birkenfeld                                      | Robert Meibauer                    | DFP                                |                                    |
| 2                                     | Jever, Brake, Westerstede, Varel, Elsfleth, Landwürden            | Arnold Huchting                    | DFP                                |                                    |
| 3                                     | Vechta, Delmenhorst, Cloppenburg, Wildeshausen, Berne, Friesoythe | Ferdinand Heribert von Galen       | Zentrum                            |                                    |
| Herzogtum Braunschweig                |                                                                   |                                    |                                    |                                    |
| 1                                     | Braunschweig, Blankenburg                                         | Karl Schrader                      | LV                                 |                                    |
| 2                                     | Helmstedt, Wolfenbüttel                                           | Hermann Roemer                     | NLP                                |                                    |
| 3                                     | Holzminden, Gandersheim                                           | Max Weber                          | NLP                                |                                    |
| Herzogtum Sachsen-Meiningen           |                                                                   |                                    |                                    |                                    |
| 1                                     | Meiningen, Hildburghausen                                         | Karl Baumbach                      | LV                                 |                                    |
| 2                                     | Sonneberg, Saalfeld                                               | Eduard Lasker                      | LV                                 |                                    |
| Herzogtum Sachsen-Altenburg           |                                                                   |                                    |                                    |                                    |
| 1                                     | Altenburg, Roda                                                   | Karl Vogel                         | DRP                                |                                    |
| Herzogtum Sachsen-Coburg-Gotha        |                                                                   |                                    |                                    |                                    |
| 1                                     | Coburg                                                            | Theodor Mommsen                    | LV                                 |                                    |
| 2                                     | Gotha                                                             | Theodor Barth                      | LV                                 |                                    |
| Herzogtum Anhalt                      |                                                                   |                                    |                                    |                                    |
| 1                                     | Dessau, Zerbst                                                    | Erich Sello                        | LV                                 |                                    |
| 2                                     | Bernburg, Köthen, Ballenstedt                                     | Wilhelm Oechelhäuser               | NLP                                |                                    |
| Fürstentum Schwarzburg-Rudolstadt     |                                                                   |                                    |                                    |                                    |
| 1                                     | Königsee, Frankenhausen                                           | Adolph Hoffmann                    | DFP                                |                                    |
| Fürstentum Schwarzburg-Sondershausen  |                                                                   |                                    |                                    |                                    |
| 1                                     | Sondershausen, Arnstadt, Gehren, Ebeleben                         | Gustav Lipke                       | LV                                 |                                    |
| Fürstentum Waldeck-Pyrmont            |                                                                   |                                    |                                    |                                    |
| 1                                     | Waldeck, Pyrmont                                                  | Friedrich Boettcher                | NLP                                |                                    |
| Fürstentum Reuß älterer Linie         |                                                                   |                                    |                                    |                                    |
| 1                                     | Greiz, Burgk                                                      | Wilhelm Blos                       | SAP                                |                                    |
| Fürstentum Reuß jüngerer Linie        |                                                                   |                                    |                                    |                                    |
| 1                                     | Gera, Schleiz                                                     | Max Hirsch                         | DFP                                |                                    |
| Fürstentum Schaumburg-Lippe           |                                                                   |                                    |                                    |                                    |
| 1                                     | Bückeburg, Stadthagen                                             | Johann Hamspohn                    | DFP                                |                                    |
| Fürstentum Lippe                      |                                                                   |                                    |                                    |                                    |
| 1                                     | Detmold, Lemgo                                                    | Wilhelm Büxten                     | DFP                                |                                    |
| Hansestadt Lübeck                     |                                                                   |                                    |                                    |                                    |
| 1                                     | Lübeck                                                            | Christoph Görtz                    | DFP                                |                                    |
| Freie Hansestadt Bremen               |                                                                   |                                    |                                    |                                    |
| 1                                     | Bremen, Bremerhaven                                               | Hermann Henrich Meier              | NLP                                |                                    |
| Freie und Hansestadt Hamburg          |                                                                   |                                    |                                    |                                    |
| 1                                     | Neustadt, St. Pauli                                               | Julius Sandtmann                   | DFP                                |                                    |
| 2                                     | Altstadt, St. Georg, Hammerbrook                                  | Johann Heinrich Wilhelm Dietz      | SAP                                |                                    |
| 3                                     | Vororte und Landherrenschaften                                    | Anton Rée                          | DFP                                |                                    |

### Elsaß-Lothringen
| Reichsland Elsaß-Lothringen | Reichsland Elsaß-Lothringen | Reichsland Elsaß-Lothringen | Reichsland Elsaß-Lothringen | Reichsland Elsaß-Lothringen |
| --------------------------- | --------------------------- | --------------------------- | --------------------------- | --------------------------- |
| 1                           | Altkirch, Thann             | Landolin Winterer           | Els.-Lothringer             |                             |
| 2                           | Mülhausen                   | Johann Dollfus              | Els.-Lothringer             |                             |
| 3                           | Kolmar                      | Charles Grad                | Els.-Lothringer             |                             |
| 4                           | Gebweiler                   | Joseph Guerber              | Els.-Lothringer             |                             |
| 5                           | Rappoltsweiler              | Jacob Ignatius Simonis      | Els.-Lothringer             |                             |
| 6                           | Schlettstadt                | Irénée Lang                 | Els.-Lothringer             |                             |
| 7                           | Molsheim, Erstein           | Hugo Zorn von Bulach        | Els.-Lothringer             |                             |
| 8                           | Straßburg-Stadt             | Jacques Kablé               | Els.-Lothringer             |                             |
| 9                           | Straßburg-Land              | Michael Quirin              | Els.-Lothringer             |                             |
| 10                          | Hagenau, Weißenburg         | Eugène de Dietrich          | Els.-Lothringer             |                             |
| 11                          | Zabern                      | Alfred Goldenberg           | Els.-Lothringer             |                             |
| 12                          | Saargemünd, Forbach         | Eduard Jaunez               | Els.-Lothringer             |                             |
| 13                          | Bolchen, Diedenhofen        | Henri de Wendel             | Els.-Lothringer             |                             |
| 14                          | Metz                        | Paul Bezanson               | Els.-Lothringer             |                             |
| 15                          | Saarburg, Chateau-Salins    | Charles Germain             | Els.-Lothringer             |                             |